# 埃弗里特斯普林斯 (喬治亞州)
埃弗里特斯普林斯（英語：Everett Springs）是位於美國喬治亞州弗洛伊德縣的一個非建制地區。該地的面積和人口皆未知。

## 地理
埃弗里特斯普林斯的座標為34°29′41″N 85°06′50″W / 34.49472°N 85.11389°W，而該地的平均海拔高度為200米（即656英尺）。